# Hariāna
Hariāna är en ort i Indien.   Den ligger i distriktet Hoshiarpur och delstaten Punjab, i den norra delen av landet, 400 km norr om huvudstaden New Delhi. Hariāna ligger 310 meter över havet och antalet invånare är 8 332.
Terrängen runt Hariāna är platt. Runt Hariāna är det tätbefolkat, med 511 invånare per kvadratkilometer. Hariāna är det största samhället i trakten. Trakten runt Hariāna består till största delen av jordbruksmark.